# Frank Bailey
Frank Bailey (* 2. August 1907 in Burnley; † 2. Quartal 1969 ebenda) war ein englischer Fußballspieler. 

## Karriere
Bailey wurde 1924 als Amateur durch den FC Burnley bei der Football League registriert, kam aber zu keinem Einsatz und schloss sich im März 1926 ebenfalls auf Amateurbasis dem in der Third Division North spielenden FC Nelson an. Dort gehörte er zunächst zum Aufgebot des Reserveteams in der Lancashire Combination, und wusste auf der Position des rechten Außenläufers zu überzeugen, als er mit dem Team mit deutlichem Abstand die Ligameisterschaft gewann. Am letzten Spieltag der Saison 1925/26 kam er bei einer 2:4-Auswärtsniederlage gegen die Tranmere Rovers zu seinem Debüt in der Football League. Auch in der folgenden Saison, in der er im Oktober 1926 zum Profi aufgestiegen war, spielte er überwiegend im Reserveteam. Erst an den letzten drei Spieltagen rückte er erneut in die Football-League-Mannschaft, ein Punktgewinn gelang abermals nicht. 
Bailey gehörte auch für die Saison 1927/28 zum Aufgebot, ohne weiteren Einsatz in der Football League verließ er den Klub aber schließlich im Januar 1928 und schloss sich innerhalb der Lancashire Combination dem Great Harwood FC an, dessen Kapitän er auch war. Zur Spielzeit 1930/31 wechselte er zum Ligakonkurrenten Lancaster Town, bevor er ab März 1931 bis Sommer 1934 für Rossendale United spielte. Als seine letzte dokumentierte Station liegt der FC Morecambe vor, für den er nach der Teilnahme an einem Testmatch in der Saison 1934/35 aktiv war und zu 45 Liga- (2 Tore) und neun Pokaleinsätzen kam.